# Стала функція

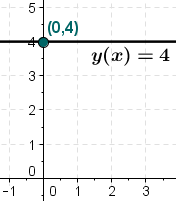
Стала функція y = 4.

У математиці стала функція — це функція, у якої вихідне значення є однаковим для кожного вхідного значення. Наприклад, функція {\displaystyle y(x)=4} є сталою функцією, тому що значення {\displaystyle y(x)} дорівнює 4 незалежно від вхідного значення {\displaystyle x} (див. зображення).

## Основні властивості
Як дійсна функція дійсної змінної, стала функція має загальну форму {\displaystyle y(x)=c} або просто {\displaystyle y=c}.
Приклад: Функція {\displaystyle y(x)=2} або просто {\displaystyle y=2} є конкретною сталою функцією, у якої вихідним значенням є {\displaystyle c=2}. Область визначення цієї функції — множина всіх дійсних чисел ℝ. Область значень цієї функції — тільки {2}. Незалежна змінна x не з'являється у правій частині виразу функції, і тому її значення є «по різному підставляється». А саме y(0)=2, y(−2.7)=2, y(π)=2,… . Незалежно від того, яке значення x є на вході, вихідним буде «2».
Приклад з реального життя: Магазин, у якому кожен предмет продається за ціною 3 гривні.
Графік сталої функції {\displaystyle y=c} — горизонтальна лінія на площині, яка проходить через точку {\displaystyle (0,c)}.
Як многочлен від одної змінної x, ненульова стала функція є поліномом степеня 0 і її загальна форма {\displaystyle f(x)=c,c\neq 0}. Ця функція не має точки перетину з віссю x (віссю абсцис), тобто не має кореня (нуля). З іншого боку, поліном {\displaystyle f(x)=0} є тотожно нульовою функцією. Це (тривіальна) стала функція, і кожен x є коренем. Її графік — це вісь x на площині.
Стала функція є парною функцією, тобто графік сталої функції симетричний відносно осі y.
У контексті, де вона визначена, похідна функції є мірою швидкості зміни значень функцій щодо зміни вхідних значень. Оскільки стала функція не змінюється, її похідна дорівнює 0. Часто це пишеться: {\displaystyle (c)'=0}. Зворотне також вірно. А саме, якщо y'(x)=0 для всіх дійсних чисел x, то y(x) є сталою функцією.
Приклад: Дано сталу функцію {\displaystyle y(x)=-{\sqrt {2}}}. Похідна від y — тотожно нульова функція {\displaystyle y\,'(x)=(-{\sqrt {2}})'=0}.

## Інші властивості
Для функцій між попередньо впорядкованими множинами, сталі функції є такими, що зберігають порядок і роблять зворотний порядок; і навпаки, якщо f одночасно зберігає порядок і змінює порядок на обернений, і якщо область f — решітка, то f повинна бути сталою.
- Кожна стала функція, у якої область визначення і область значень є однакові, є ідемпотентною.
- Кожна стала функція між топологічними просторами є неперервною.
- Стала функція проходить через одноточкову множину, термінальний об'єкт у категорії множин. Це спостереження є визначальним для аксіоматизації теорії множин Ф. Вільяма Ловера[en], елементарної теорії категорії множин (ETCS).[8]
- Кожна множина X ізоморфна множині сталих функцій у ній. Для кожного елемента x і будь-якої множини Y існує унікальна функція {\displaystyle {\tilde {x}}:Y\rightarrow X} така, що {\displaystyle {\tilde {x}}(y)=x} для всіх {\displaystyle y\in Y}. І навпаки, якщо функція {\displaystyle f:Y\rightarrow X} задовольняє {\displaystyle f(y)=f(y')} для всіх {\displaystyle y,y'\in Y}, {\displaystyle f} за визначенням є сталою функцією.
  - Як наслідок, одноточкова множина є генератором[en] в категорії множин.
  - Кожна множина {\displaystyle X} канонічно ізоморфна множині функцій {\displaystyle X^{1}}, або множині Hom {\displaystyle \operatorname {hom} (1,X)} у категорії множин, де 1 — це одноточкова множина. Через це і через приєднання між декартовими добутками і hom в категорії множин (тому існує канонічний ізоморфізм між функціями двох змінних і функціями однієї змінної, що оцінюється в функціях іншої (єдиної) змінної, {\displaystyle \operatorname {hom} (X\times Y,Z)\cong \operatorname {hom} (X(\operatorname {hom} (Y,Z))}) категорія множин є замкнутою моноїдною категорією[en] з декартовим добутком множин як тензорним добутком і одноточковою множиною як тензорною одиницею. В ізоморфізмах {\displaystyle \lambda :1\times X\cong X\cong X\times 1:\rho } натуральних в X, ліві та праві одиниці являють собою проєкції {\displaystyle p_{1}} і {\displaystyle p_{2}} впорядкованих пар {\displaystyle (*,x)} і {\displaystyle (x,*)} відповідно до елемента {\displaystyle x}, де {\displaystyle *} є унікальною точкою в одноточковій множині.

Функція на зв'язаній множині є локально стала тоді і тільки тоді, коли вона стала.